# Brooklyn Brewery
Brooklyn Brewery es una fábrica de cerveza situada en Brooklyn, Nueva York, Estados Unidos. Fue fundada en 1987 por Steve Hindy y Tom Potter.

## La historia

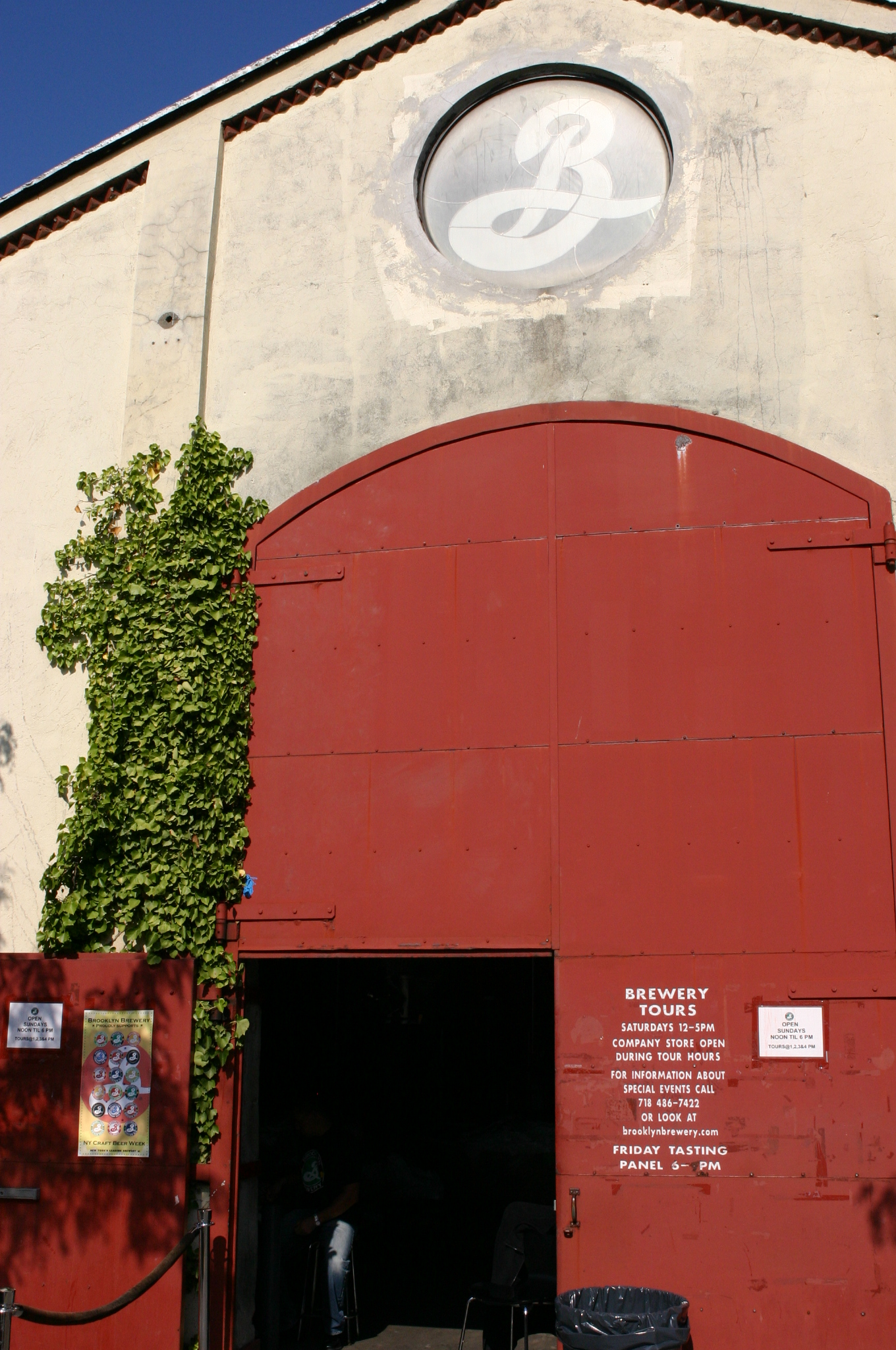

Hindy aprendió a elaborar cerveza durante una estancia de seis años en varios países de Oriente Medio, como Arabia Saudita y Kuwait. A su regreso a su casa en Brooklyn en 1984, junto con Potter, su vecino del piso de abajo en Park Slope, dejaron sus trabajos y fundaron la fábrica de cerveza. Contrataron al diseñador gráfico Milton Glaser, más conocido por ser el creador del logo de la campaña I Love New York, para crear el logotipo e identidad de su empresa. Glaser recibió una participación en la compañía como pago.
Originalmente toda la cerveza era elaborada bajo contrato por Matt Brewing Company, y los dos socios crearon su propia empresa de distribución y transportaban y vendían personalmente su cerveza a los bares y minoristas de Nueva York. En 1996, compraron los edificios de una antigua fábbrica de matzá en Williamsburg, Brooklyn, y los transformaron en una cervecería.
Aunque la fábrica de cerveza tenía pensado ampliar su capacidad de producción en Nueva York, originalmente la mayor parte de la producción, incluyendo la totalidad de la cerveza Brooklyn Lager y todos sus productos embotellados, eran elaborados bajo contrato en el norte del estado de Nueva York la ciudad de Utica, debido a la capacidad limitada para satisfacer la demanda de la fábrica de Williamsburg, la falta de una línea de embotellado, y el ahorro en costes fijos que suponía elaborar bajo contrato. La compañía más tarde trató de ampliar sus instalaciones en Brooklyn, pero tuvo dificultades para encontrar un lugar adecuado dentro de la ciudad. No obstante, la recesión económica les permitió permanecer en Williamsburg y emprender una expansión de 6,5 millones de dólares de la fábrica de cerveza en el año 2009.
Desde 1994, Garrett Oliver ha sido el maestro cervecero de Brooklyn Brewery. Había trabajado previamente como maestro cervecero en Manhattan Brewing Company de New York en 1993 donde comenzó profesionalmente como aprendiz en 1989. En 2003 publicó el libro "The Brewmaster's Table: Discovering the Pleasures of Real Beer with Real Food". Garrett también ha sido jurado en el Great American Beer Festival durante once años.

## Beer School
En 2005 Hindy y Potter publicaron el libro Beer School: Bottling Success At The Brooklyn Brewery por la editorial John Wiley & Sons. El libro es una guía para la iniciativa empresarial y la elaboración de la cerveza, así como una memoria del tiempo que los autores pasaron juntos mientras hacían crecer su cervecería. Beer School trata temas tales como la construcción de los equipos así como técnicas de marketing y publicidad, y cada capítulo está escrito en torno a un tema en la historia de la fábrica de cerveza. El libro está narrado a través de las perspectivas de Hindy y Potter, y recibió en su mayoría valoraciones positivas de los críticos.
Su cerveza más conocida de Brooklyn Lager, una American Lager elaborada con los lúpulos Cascade y Hallertauer Mittelfrueh mediante dry hopping. Esta cerveza fue creada por el maestro cervecero original Bill Moeller, usando como base una receta de su abuelo.

## Honores
La revista Esquire seleccionó la cerveza Brooklyn Lager como una de las "Best Canned Beers to Drink Now" en un artículo de febrero de 2012.

## Cervezas
Disponibles todo el año:
- Brooklyn Lager - 5.2% alc. vol. American Amber Lager
- Brooklyn American Ale - 4.5% American Pale Ale
- Brooklyn Brown Ale - 5.6% American Brown Ale
- East India Pale Ale - 6.9% India Pale Ale
- Brooklyn Pilsner - 5.1% German Pilsner
- Brooklyn Defender IPA - 6.7% Red IPA
- Hecla Iron Ale - 3.4% Dark Ale disponible en el extranjero
- Brooklyn Blast! - 8.4% Doble IPA
- Brooklyn Greenmarket Wheat - 5% Weisse elaborada con trigo, malta y lúpulos del estado de Nueva York
- Scorcher IPA - 4.5% IPA de sesión
- Brooklyn Brewery 1/2 Ale - 3.4% Hoppy Session Saison
- Sorachi Ace - 7.6% Farmhouse Saison

Estacionales (disponibilidad limitada a la época del año):
- Black Chocolate Stout
- Brooklyn Winter Ale
- Monster Ale
- Brooklyn Dry Irish Stout
- Brooklyn Summer Ale
- Brooklyn Oktoberfest
- Post Road Pumpkin Ale
- Brooklyn Black Ops